# 슬램 (1998년 영화)
《슬램》(영어: Slam)은 미국에서 제작된 1998년 독립 드라마 영화이다. 마크 레빈이 연출, 공동 각본, 제작을 맡고, 솔 윌리엄스 등이 출연하였다.

## 출연진
- 솔 윌리엄스
- 소니아 손
- 본즈 멀론
- 보 시아

## 기타 제작진
- 협력 제작: 데프니 핑커슨